# 金城山

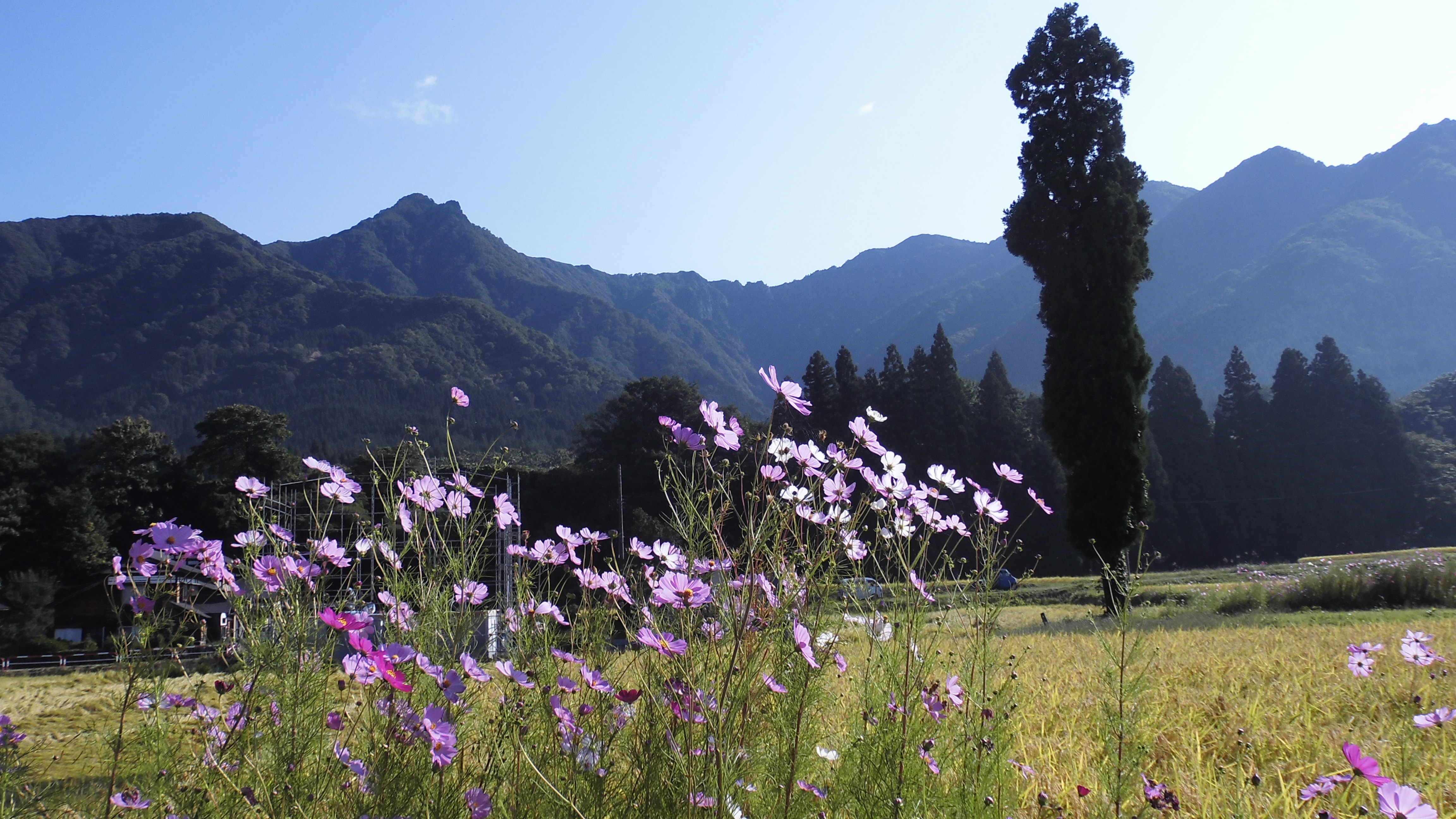
秋の金城山

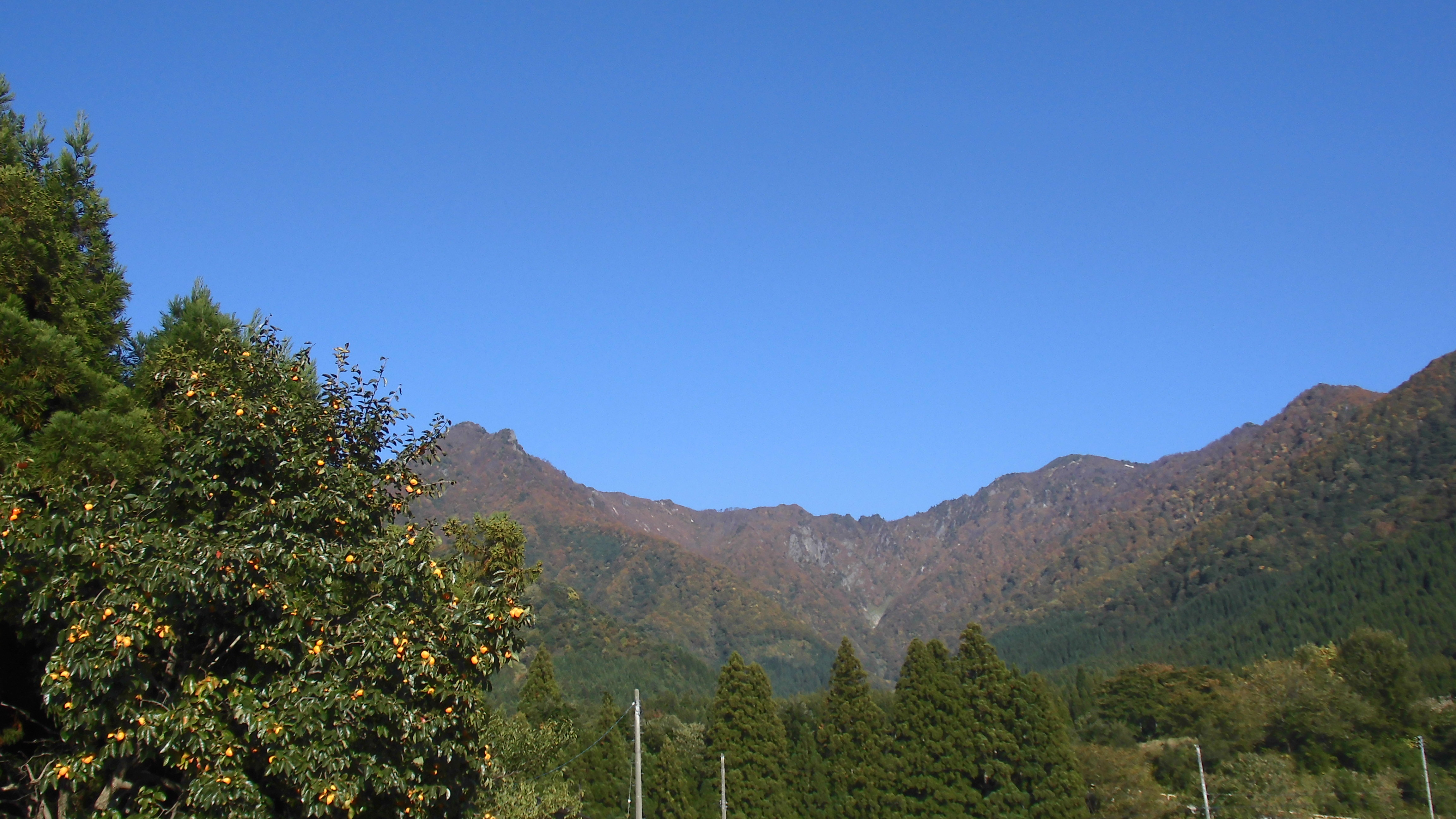
紅葉の金城山

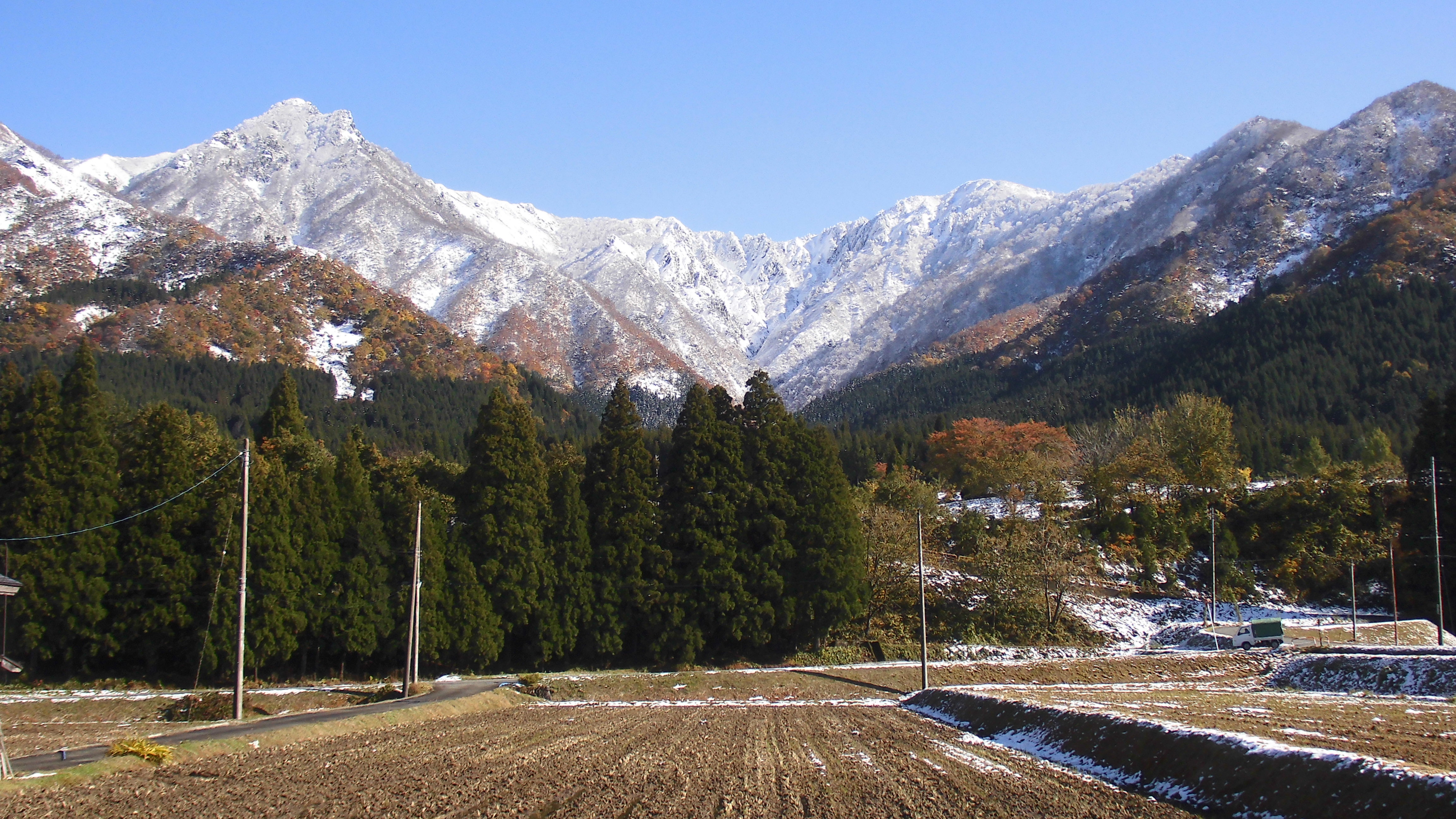
初雪の金城山（2013.11.14）

金城山（きんじょうさん）とは、新潟県南魚沼市にある山で、標高は1,369mで高低差は1,100m以上ある。県立自然公園「魚沼連峰」に隣接し、紅葉の名所で山頂からは魚沼盆地の360度パノラマ眺望が素晴らしく越後百名山でもある。山名は「雲洞庵」の山号で麓から見ると金の字に似ていることから名付けられたと言う。

## 概要
- 魚沼連峰県立自然公園
- 所在地 〒949-6542 南魚沼市雲洞
- 小屋 金城山避難小屋（山頂北100m付近）
  - 宿泊施設10人/トイレあり（無料）

## 登山コース
- 雲洞コース（約3時間30分）
  - 登山口－<60分>－4合目－<45分>－ 6合目 －<45分>－滝入コース分岐－<60分>－金城山山頂
- 大月コース（約3時間）
- 槻岡寺観音山コース・こぶし遊歩道（約4時間）
- 下長崎北之入コース（約4時間）
- 上長崎高棚口コース（約3時間）
- 五十沢滝入コース（3,697m）、水無コース（3,186m）約3時間。

## アクセス
- 関越自動車道塩沢石打インターチェンジより新潟県道28号塩沢大和線で約20分。
- 上越新幹線越後湯沢駅から、上越線・北越急行ほくほく線六日町駅まで約21分。
- 六日町駅より、タクシーで約10分。南越後観光バスで約20分。